# Discografia de Amy Macdonald
Este anexo lista a discografia da cantora escocesa Amy Macdonald. Consiste em dois álbuns de estúdio e oito singles.

## Álbuns de estúdio
| Ano  | Álbum                                                                                                  | Posição | Posição | Posição | Posição | Posição | Posição | Posição | Posição | Posição | Posição | Posição | Certificações (vendas)                                                                                          |
| Ano  | Álbum                                                                                                  | UK      | ALE     | SUI     | HOL     | DIN     | BEL     | IRL     | AUT     | ESP     | SUE     | UE      | Certificações (vendas)                                                                                          |
| ---- | --- | ------- | ------- | ------- | ------- | ------- | ------- | ------- | ------- | ------- | ------- | ------- | --- |
| 2007 | This Is The Life - Lançamento: 30 de julho de 2007 - Gravadora: Vertigo - Formato: LP, CD, DD          | 1       | 3       | 1       | 1       | 1       | 2       | 16      | 3       | 2       | 5       | 1       | - : 6,000,000 - BPI: 2× Platina - ALE: 4× Platina - FRA: Platina - AUT: Platina - BEL: Platina - EU: 2× Platina |
| 2010 | A Curious Thing - Lançamento: 8 de março de 2010 - Gravadora: Mercury - Formato: LP, CD, DD            | 4       | 1       | 1       | 2       | 11      | 2       | 26      | 1       | 13      | 5       | 1       | - : 2,000,000 - BPI: Ouro - ALE: Ouro - SUI: Platina - BEL: Ouro                                                |
| 2012 | Life in a Beautiful Light - Lançamento: 11 de junho de 2012 - Gravadora: Mercury - Formato: LP, CD, DD | 2       | 1       | 2       | 2       | 9       | 4       | 5       | 1       | 36      | 34      | 1       | - : 1,200,000 - BPI: Ouro - ALE: Platina - SUI: Platina - PL: Ouro                                              |

## Singles
| Ano  | Single                          | Posição | Posição | Posição | Posição   | Posição   | Posição | Posição | Posição | Posição | Posição | Álbum            |
| Ano  | Single                          | UK      | AUT     | HOL     | BEL (FLA) | BEL (VAL) | SUI     | ALE     | ITA     | ESP     | UE      | Álbum            |
| ---- | ------------------------------- | ------- | ------- | ------- | --------- | --------- | ------- | ------- | ------- | ------- | ------- | ---------------- |
| 2007 | "Poison Prince"                 | 136     | —       | —       | —         | —         | —       | —       | —       | —       | —       | This Is the Life |
| 2007 | "Mr. Rock & Roll"               | 12      | 19      | 3       | 4         | 7         | 3       | 21      | —       | —       | 41      | This Is the Life |
| 2007 | "L.A."                          | 48      | —       | —       | —         | —         | —       | —       | —       | —       | —       | This Is the Life |
| 2007 | "This Is the Life"              | 28      | 1       | 1       | 1         | 1         | 2       | 2       | 1       | 3       | 2       | This Is the Life |
| 2008 | "Run"                           | 75      | —       | 44      | 14        | —         | —       | 36      | —       | —       | —       | This Is the Life |
| 2008 | "Poison Prince" (Re-lançamento) | 141     | —       | —       | —         | —         | 58      | 66      | —       | —       | —       | This Is the Life |
| 2010 | "Don't Tell Me That It's Over"  | 48      | 10      | 29      | 7         | 2         | 4       | 6       | —       | 42      | 20      | A Curious Thing  |
| 2010 | "Spark"                         | —       | 74      | —       | 44        | —         | 62      | 56      | —       | —       | —       | A Curious Thing  |
| 2010 | "This Pretty Face"              | 138     | 56      | —       | 14        | —         | —       | 56      | —       | —       | —       | A Curious Thing  |
| 2010 | "Love Love"                     | 183     | —       | —       | 13        | —         | —       | —       | —       | —       | —       | A Curious Thing  |
| 2010 | "Your Time Will Come"           | —       | —       | —       | —         | —         | —       | —       | —       | —       | —       | A Curious Thing  |